# Piper PA-46
Piper PA-46 — сімейство американських легких одномоторних літаків загального призначення з герметичною кабіною. Серійно виробляються компанією «Piper Aircraft» з 1983 року.

## Історія
Розроблявся наприкінці 1970-х років. Прототипом усього модельного ряду став PA-46-300T, випробуваний 30 листопада 1979 року. Тип представлений у листопаді 1982 року.
Ранні моделі літаків були з поршневими двигунами, пізніші — з турбогвинтовим. Нині випускаються моделі M350, M500 та M600 сімейства PA-46.
PA-46 був третім поршневим одномоторним літаком з герметичним фюзеляжем, який вийшов на ринок після «Mooney M22» та «Cessna P210 Centurion», та є єдиним, що нині випускається.

## Технічна характеристика

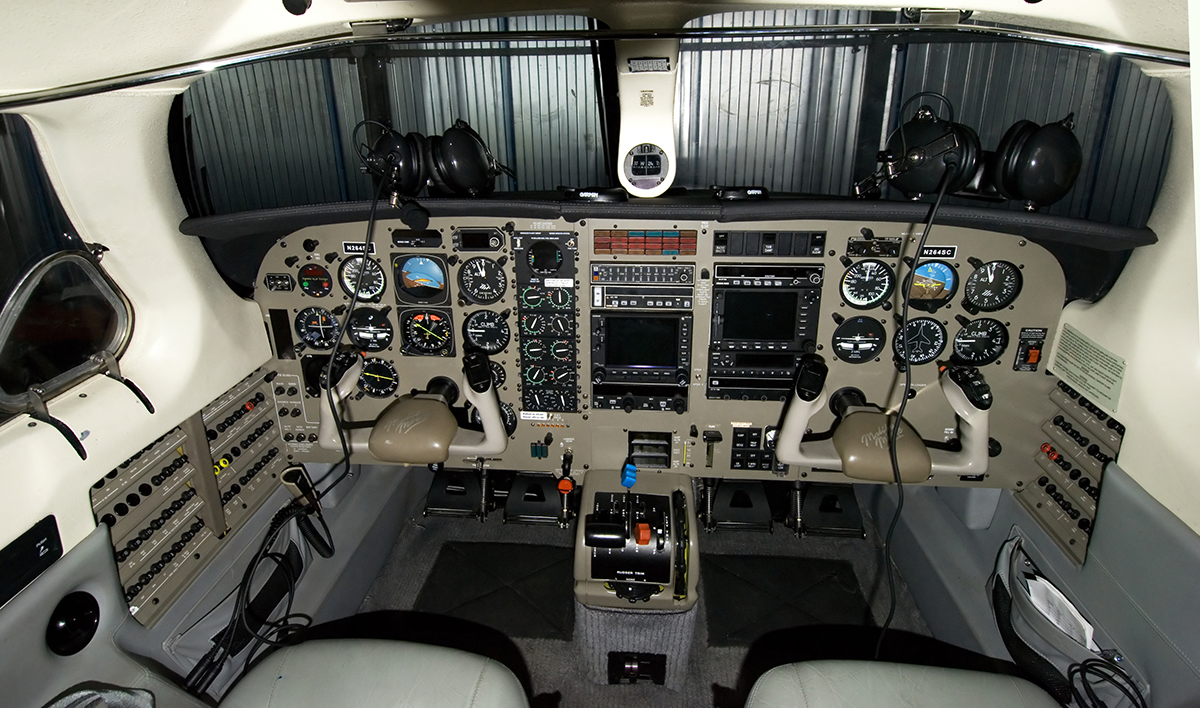
PA-46-350P Cockpit

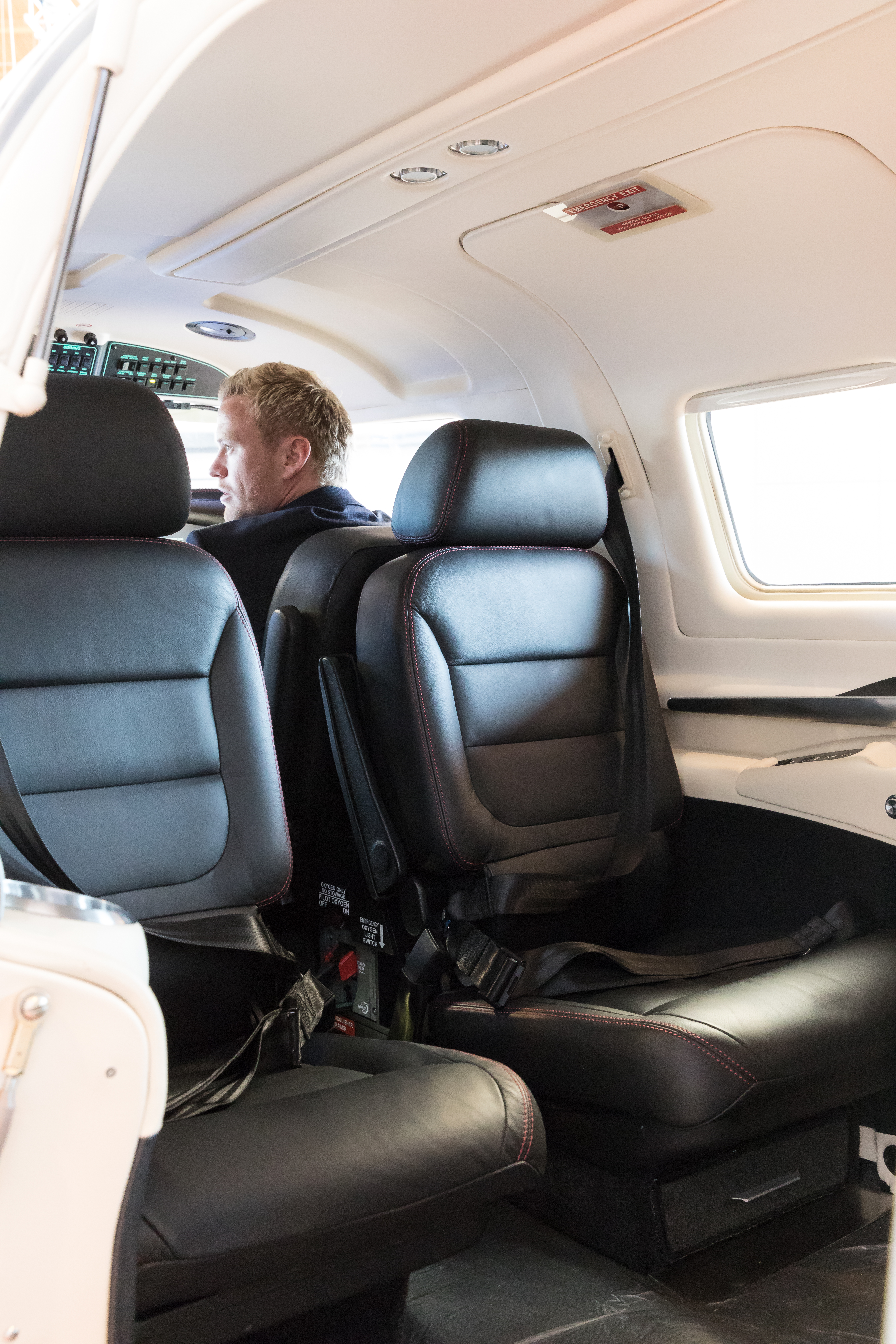
Салон M350

| Модель                  | Matrix                | M350                  | M500                     | M600                     |
| ----------------------- | --------------------- | --------------------- | ------------------------ | ------------------------ |
| Кількість місць         | 6 (з пілотом)         | 6 (з пілотом)         | 6 (з пілотом)            | 6 (з пілотом)            |
| Об'єм                   | 5,7 м³                | 5,7 м³                | 5,7 м³                   | 5,7 м³                   |
| Герметичність           | 0                     | 390 гПа               | 390 гПа                  | 390 гПа                  |
| Розмах крил             | 13,11 м               | 13,11 м               | 13,11 м                  | 13,15 м                  |
| Довжина                 | 8,6 м                 | 8,6 м                 | 9,02 м                   | 9,05 м                   |
| Висота                  | 3,44 м                | 3,44 м                | 3,44 м                   | 3,44 м                   |
| Максимальна злітна маса | 1 969 кг              | 1 969 кг              | 2 310 кг                 | 2 721 кг                 |
| Власна маса             | 1 362 кг              | 1 383 кг              | 1 559 кг                 | 1 656 кг                 |
| Ємність бака            | 454 л                 | 454 л                 | 644 л                    | 984 л                    |
| Гвинт                   | трилопатевий          | трилопатевий          | чотирилопатевий          | чотирилопатевий          |
| Двигун                  | Lycoming TIO-540-AE2A | Lycoming TIO-540-AE2A | Pratt & Whitney PT6A-42A | Pratt & Whitney PT6A-42A |
| Потужність              | 350 к.с. (260 кВт)    | 350 к.с. (260 кВт)    | 500 к.с. (370 кВт)       | 600 к.с. (450 кВт)       |
| Круїзна швидкість       | 395 км/год            | 395 км/год            | 482 км/год               | 507 км/год               |
| Практична стеля         | 7 620 м               | 7 620 м               | 9 144 м                  | 9 144 м                  |
| Дальність польоту       | 2 487 км              | 2 487 км              | 1 852 км                 | 2 668 км                 |
| Довжина зльоту          | 637 м                 | 637 м                 | 743 м                    | 803 м                    |
| Довжина посадки         | 600 м                 | 600 м                 | 643 м                    | 810 м                    |